# Чесных, Александр Иванович
Александр Иванович Чесных — командир взвода пешей разведки 136-го гвардейского стрелкового полка (42-я гвардейская стрелковая дивизия, 40-я армия, 1-й Украинский фронт), гвардии старшина.

## Биография
Александр Чесных родился в крестьянской семье в селе Шадруха Барнаульского уезда Алтайской губернии (в настоящее время Угловский район Алтайского края). В 1931 году с семьёй переехал в село Фёдоровка Томской области, в 1938 году в село Батурино Асиновского района. Там он окончил 8 классов школы. Работал матросом на барже, кочегаром на буксирном пароходе.
4 августа 1942 года Ачинским райвоенкоматом Красноярского края он был призван в ряды Красной армии. С мая 1943 года на фронтах Великой Отечественной войны.
Приказом по 70-й гвардейской дивизии от 12 октября 1943 года гвардии красноармеец Чесных был награждён медалью «За отвагу» за то, первым переправился через Днепр и провёл разведку в тылу противника, доставив командованию ценные сведения о силах противника, что помогло принять правильное решение.
В наступательных боях под городом Бахмач командир отделения пешей разведки гвардии красноармеец Чесных с отделением пробрался в тыл противника и, когда подошли наступавшие батальоны, открыл по противнику ураганный огонь. Противник в панике бежал, бросив 2 станковых и 5 ручных пулемётом, 1 пушку. Лично Чесных в бою уничтожил 3-х солдат противника. 24 сентября 1943 года взял одного пленного и в бою уничтожил 2-х солдат противника. Всего за время боёв его отделение взяло в плен 5 солдат противника и уничтожило 15. Приказом по 70-й гвардейской стрелковой дивизии от 17 ноября 1943 года он был награждён орденом Красной Звезды.
Разведчик, гвардии рядовой Чесных в районе города Жашков в ночь на 10 февраля 1944 года в составе группы захвата, выполняя задание командования по захвату контрольного пленного, подобрался к траншеям противника и, увидев одиночного солдата набросился на него, обезоружил и связал ему руки. При отходе бросил гранату в блиндаж, в котором находились 5 солдат противника. Приказом по 136 гвардейской стрелковой дивизии от 11 апреля 1944 года он был награждён орденом Славы 3-й степени.
Приказом по 136 гвардейскому стрелковому полку от 25 января 1944 года гвардии рядовой Чесных был награждён второй медалью «За отвагу» за то, что 24 января проник в тыл противника и взял контрольного пленного, который дал ценные сведения, и доставил его в штаб полка.
14 сентября 1944 года в районе деревни Дьердье-Шаломань группа разведчиков под командованием Чесных взяла в плен и разоружила 50 венгерских солдат из 21-го пограничного полка. При этом было взято 6 пулемётов и 35 винтовок. Выполняя задание по разведке Чесных с четырьмя разведчиками захватил мелкий караван вместе с сопровождавшими его солдатами. Он доставил командованию ценные сведения о противнике. Приказом по 40-й армии от 31 октября 1944 года гвардии старший сержант Чесных был награждён орденом Славы 2-й степени.
В районе города Топлица в Карпатах при выполнении задания командования по разведке переднего края противника отделение гвардии старшины Чесных наткнулась на большую группу солдат противника, которые пытались на стыке подразделений просочиться в тыл частей РККА, чтобы нанести им удар. Несмотря на численное превосходство противника, отделение решительно атаковало их и нанесла противнику поражение, отбросив его за исходный рубеж. В этом бою Чесных уничтожил 8 солдат противника. Приказом по 42-й гвардейской стрелковой дивизии от 18 ноября 1944 года он был награждён вторым орденом Красной Звезды.
Гвардии старшина Чесных с тремя разведчиками 11 декабря 1944 года внезапно атаковал дом в населённом пункте Ниомир, в котором находились автоматчики, истребил 7 солдат, а офицера пленил. 17 декабря 1944 года с этой же группой, находясь в тылу противника, захватил 3-х контрольных пленных. Указом Президиума Верховного Совета СССР от 15 мая 1946 года он был награждён орденом Славы 1-й степени.
6 февраля 1945 года перед отделением гвардии старшины Чесных была поставлена задача проведения разведки переднего края противника и взятия контрольного пленного. Ночью разведчики пробрались к опорному пункту противника, установило огневые точки и после этого решительно атаковало их. В завязавшемся бою один солдат был убит и один взят в плен. Были захвачены также 3 пулемёта и один автомат. После уничтожения опорного пункта войска смогли занять более выгодный рубеж, отбросив противника в северо-западном направлении. Приказом по 42-й гвардейской стрелковой дивизии от 7 февраля 1945 года он был награждён третьим орденом Красной Звезды.
Старшина Чесных был демобилизован. Жил в посёлке Сенной Темрюкского района Краснодарского края, работал бригадиром комплексной бригады винсовхоза «Фанагорийский».
6 апреля 1985 года в ознаменование 40-летия Победы он был награждён орденом Отечественной войны 1-й степени.
Скончался Александр Иванович Чесных 14 февраля 1987 года.